# Heli Berg
Heli Anitta Berg, född 26 september 1953 i Finland, är en svensk konsthantverkare och politiker (folkpartist). Hon var ordinarie riksdagsledamot 2002–2006, invald för Blekinge läns valkrets.
I riksdagen var hon 2002–2006 ledamot i försvarsutskottet och Nordiska rådets svenska delegation. Hon var även suppleant i miljö- och jordbruksutskottet.
I valet 2006 tog sig Heli Berg över personvalsspärren på åtta procent, men fick ändå lämna riksdagen, eftersom Folkpartiet liberalerna förlorade sitt mandat i Blekinge valkrets. I november samma år lämnade hon partiets avdelning i hemstaden Ronneby för att i stället bli medlem i Karlskrona i protest mot Folkpartiets lokala samarbete med Socialdemokraterna i Ronneby kommun.